# Якименко, Николай Маркович
Николай Маркович Якиме́нко (1905—1979) — советский учёный, основоположник научной школы проектирования электрических следящих приводов и систем автоматического управления комплексами объектов вооружения и другой специальной техники.

## Биография
Родился в мае 1905 г. в г. Ромны Сумской области. Окончил Киевский политехнический институт (1930).
Работал во ЛЭИ имени В. И. Ульянова (Ленина) (Москва): начальник сектора (1930), зав. лабораторией (1938). В 1935 г. присвоена учёная степень кандидата технических наук.
В 1939—1944 начальник лаборатории в НИИ-10.
С 1949 года начальник отдела, главный конструктор электрических следящих приводов артиллерийских установок и стабилизированных постов наблюдения кораблей ВМФ ЦНИИАГ.
Под его руководством созданы системы электрических следящих приводов для корабельных и наземных артиллерийских установок, ракетных комплексов, корабельных радиотехнических комплексов космической связи (АДУ-1000, РС10-2М), магнитогравитационные системы ориентации СУОС-1 и СУОС-7 искусственных спутников Земли «Космос-885» и другие.
Одновременно с работой в ЦНИИАГ с 1951 года преподавал в МВТУ имени Н. Э. Баумана. Заведующий кафедрой «Автоматические приводы» (1956—1961).
Доктор технических наук, профессор (1960).
Сочинения:
- Динамика электромашинных следящих систем [Текст]: научно-популярная литература / Е.С. Блейз, Ю.Н. Семенов, Б.К. Чемоданов, Н.М. Якименко; Под ред. Н. М. Якименко. — М. : Энергия, 1967. — 408 с. : ил.

## Награды и премии
- Сталинская премия II степени (14 марта 1941) — за разработку конструкции силовых синхронно-следящих передач
- Сталинская премия III степени (1951) — за разработку технологического процесса
- Государственная премия СССР (1970)